# Élections aux Cortes de Castille-et-León de 2003
Les élections aux Cortes de Castille-et-León de 2003 (en espagnol : Elecciones a las Cortes de Castilla y León de 2003) se sont tenues le dimanche 25 mai 2003 afin d'élire les quatre-vingt-deux députés de la sixième législature des Cortes de Castille-et-León, parlement de la communauté autonome.
Le scrutin voit la victoire du Parti populaire de Castille-et-León (PPCyL), qui obtient une nouvelle majorité absolue, en sièges seulement.

## Contexte
Depuis le début des années 1990, la Castille-et-León est un fief du Parti populaire (PP).
Au cours des précédentes élections du 13 juin 1999, le PPCyL, qui gouverne depuis 1987, confirme sa majorité absolue mais enregistre son premier recul. Avec un total de 50,4 % des voix, le président de la Junte Juan José Lucas reçoit 48 députés sur 83, une majorité nette en baisse de 2 élus. Remontant à 33,1 %, le Parti socialiste de Castille-et-León-PSOE (PSCyL-PSOE), qui a dirigé la communauté autonome entre 1983 et 1987, contrôle désormais 30 parlementaires. Cette amélioration contrarie la Gauche unie (IU), qui perd la moitié de ses voix avec 5,4 %, ce qui ne lui donne qu'un député. Les 4 mandats restants sont partagés entre l'Union du peuple léonais (UPL), présente dans la seule province de León où elle en engrange 3 avec plus de 18 % des suffrages, et Terre commune - Parti nationaliste castillan (TC-PNC), qui en récole 1 dans la province de Burgos.
Ce rééquilibrage se retrouve lors des élections municipales, convoquées simultanément. En tête, le PP concentre 47 % des voix dans les neuf provinces, devant le PSOE qui en recueille 32,9 %. Troisième, IU collecte 5,1 % des voix, tandis que l'UPL monte à 2,7 % au niveau régional, soit 13,3 % dans le territoire léonais. En conséquence, le grand chelem conservateur sur les quatorze villes de plus de 20 000 habitants de la communauté autonome est rompu, les socialistes s'emparant de Burgos, Palencia, Soria et deux autres villes. En revanche, le centre droit maintient ses majorités dans les neuf députations provinciales, confirmant la domination acquise en 1995.
Aux élections européennes qui se tiennent le même jour, le PP vire largement en tête, puisqu'il remporte 52,8 %. Toujours deuxième, le PSOE concentre 33,8 %, tandis qu'IU doit se contenter de 5 %.
Les élections législatives du 12 mars 2000, l'écart va considérablement s'accroître, rappelant celui de l'élection régionale de 1995. Loin devant se trouve le PP, avec ses 55,7 % des voix qui lui donnent 22 sièges sur les 33 à pourvoir dans les neuf provinces, tandis que le PSOE suit avec 32,2 % et les 11 élus restants.
Au mois d'octobre 2000, sept mois après la déroute des législatives et trois mois après le XXXVe congrès fédéral du PSOE, Ángel Villalba prend la suite de Jesús Quijano comme secrétaire général du PSCyL-PSOE, un poste que ce dernier occupait depuis 1990. À peine quatre mois plus tard, en février 2001, Juan José Lucas est appelé au gouvernement espagnol par José María Aznar, au poste de ministre de la Présidence. Il abandonne, après presque dix ans, la direction de l'exécutif régional. Le PPCyL se tourne alors vers le porte-parole du groupe parlementaire, Juan Vicente Herrera, pour lui succéder dans les fonctions de président de la Junte.

## Mode de scrutin

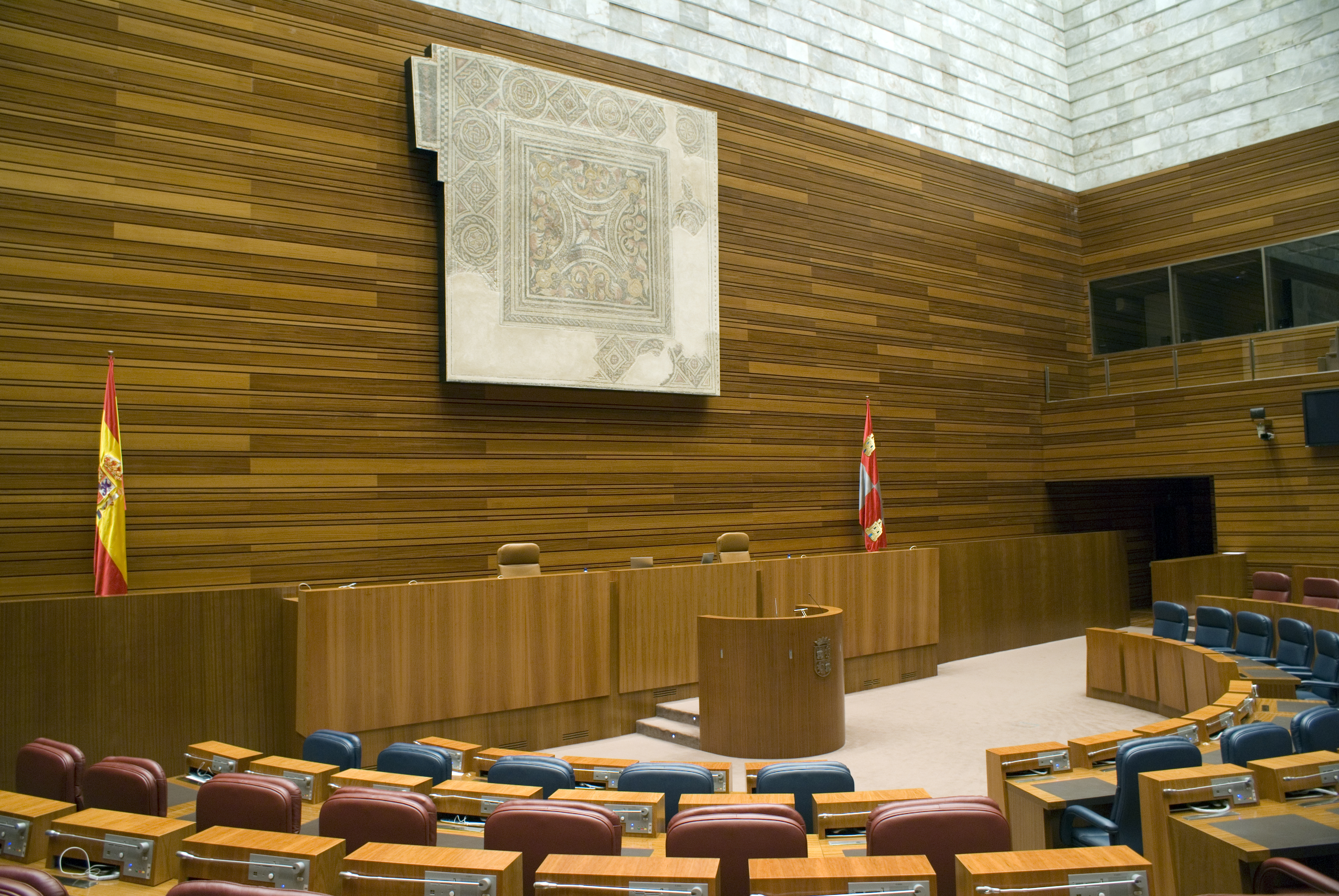
Salle des séances des Cortes de Castille-et-León.

Les Cortes de Castille-et-León se composent de 82 députés (en espagnol : procuradores), élus pour un mandat de quatre ans au suffrage universel direct, suivant le scrutin proportionnel à la plus forte moyenne d'Hondt. Toutefois, le nombre de parlementaires n'est pas fixe : chaque province en a trois d'office, puis un supplémentaire pour 45 000 habitants ou fraction supérieure à 22 500.
Chaque province constitue une circonscription, à raison de 7 sièges pour Ávila, 11 sièges pour Burgos, 14 sièges pour León, 7 sièges pour Palencia, 11 sièges pour Salamanque, 6 sièges pour Ségovie, 5 sièges pour Soria, 14 sièges pour Valladolid et 7 sièges pour Zamora. Seules les forces politiques – partis, coalitions, indépendants – ayant remporté au moins 3 % des suffrages exprimés au niveau d'un territoire provincial participent à la répartition des sièges.

## Campagne

### Partis et chefs de file
| Parti | Parti                                                                                | Chef de file                                 | Idéologie                                         | Score en 1999              |
| ----- | ------------------------------------------------------------------------------------ | -------------------------------------------- | ------------------------------------------------- | -------------------------- |
|       | Parti populaire de Castille-et-León Partido Popular de Castilla y León               | Juan Vicente Herrera (Président de la Junte) | Centre droit Conservatisme, démocratie chrétienne | 50,5 % des voix 48 députés |
|       | Parti socialiste de Castille-et-León-PSOE Partido Socialista de Castilla y León-PSOE | Ángel Villalba                               | Centre gauche Social-démocratie, progressisme     | 33,1 % des voix 30 députés |
|       | Gauche unie Izquierda Unida                                                          | José Luis Conde                              | Gauche Écosocialisme, communisme, républicanisme  | 5,4 % des voix 1 député    |
|       | Union du peuple léonais Unión del Pueblo Leonés                                      | Joaquín Otero                                | Centre Régionalisme léonais                       | 3,7 % des voix 3 députés   |

## Résultats

### Voix et sièges
|                          |                                                             |           |       |      |        |               |  |  |  |  |  |  |  |  |
| Parti                    | Parti                                                       | Voix      | %     | +/-  | Sièges | +/-           |  |  |  |  |  |  |  |  |
|                          | Parti populaire de Castille-et-León (PP)                    | 760 510   | 48,49 | 1,96 | 48     | en stagnation |  |  |  |  |  |  |  |  |
|                          | Parti socialiste de Castille-et-León-PSOE                   | 576 769   | 36,77 | 3,71 | 32     | 2             |  |  |  |  |  |  |  |  |
|                          | Union du peuple léonais (UPL)                               | 60 331    | 3,85  | 0,15 | 2      | 1             |  |  |  |  |  |  |  |  |
|                          | Gauche unie (IU)                                            | 54 085    | 3,45  | 1,98 | 0      | 1             |  |  |  |  |  |  |  |  |
|                          | Terre du peuple-Parti nationaliste castillan (TC-PNC)       | 18 595    | 1,19  | 0,20 | 0      | 1             |  |  |  |  |  |  |  |  |
|                          | Candidature indépendante-Parti de Castille-et-León (CI-PCL) | 11 180    | 0,71  | 0,25 | 0      | en stagnation |  |  |  |  |  |  |  |  |
|                          | Les Verts (LV)                                              | 7 424     | 0,47  | 0,42 | 0      | en stagnation |  |  |  |  |  |  |  |  |
|                          | Union du peuple salmantin (UPSa)                            | 6 630     | 0,42  | Nv.  | 0      | en stagnation |  |  |  |  |  |  |  |  |
|                          | Unité régionaliste de Castille-et-León (URCL)               | 5 323     | 0,34  | 0,43 | 0      | en stagnation |  |  |  |  |  |  |  |  |
|                          | Gauche castillane (IzCa)                                    | 3 972     | 0,25  | Nv.  | 0      | en stagnation |  |  |  |  |  |  |  |  |
|                          | Centre démocratique et social (CDS)                         | 3 016     | 0,19  | 0,52 | 0      | en stagnation |  |  |  |  |  |  |  |  |
|                          | Zamora unie (ZU)                                            | 2 579     | 0,16  | Nv.  | 0      | en stagnation |  |  |  |  |  |  |  |  |
|                          | Gauche républicaine (IR)                                    | 2 420     | 0,15  | Nv.  | 0      | en stagnation |  |  |  |  |  |  |  |  |
|                          | Parti de El Bierzo (PB)                                     | 2 286     | 0,15  | 0,11 | 0      | en stagnation |  |  |  |  |  |  |  |  |
|                          | Autres partis                                               | 17 279    | 1,10  | -    | 0      | -             |  |  |  |  |  |  |  |  |
|                          | Vote blanc                                                  | 36 027    | 2,30  | 0,37 |        |               |  |  |  |  |  |  |  |  |
|                          |                                                             |           |       |      |        |               |  |  |  |  |  |  |  |  |
| Suffrages exprimés       | Suffrages exprimés                                          | 1 568 426 | 99,14 |      |        |               |  |  |  |  |  |  |  |  |
| Votes nuls               | Votes nuls                                                  | 13 557    | 0,86  |      |        |               |  |  |  |  |  |  |  |  |
| Total                    | Total                                                       | 1 581 983 | 100   | -    | 82     | 1             |  |  |  |  |  |  |  |  |
| Abstention               | Abstention                                                  | 595 239   | 27,34 |      |        |               |  |  |  |  |  |  |  |  |
| Inscrits / participation | Inscrits / participation                                    | 2 177 222 | 72,66 |      |        |               |  |  |  |  |  |  |  |  |

#### Par circonscription
|             |             |         |         |        |               |         |         |        |               |         |         |        |               |  |  |  |  |
| Sièges      | Sièges      | 7       | 7       | 7      | en stagnation | 11      | 11      | 11     | en stagnation | 14      | 14      | 14     | en stagnation |  |  |  |  |
|             |             |         |         |        |               |         |         |        |               |         |         |        |               |  |  |  |  |
|             |             | Nombre  | Nombre  | %      | %             | Nombre  | Nombre  | %      | %             | Nombre  | Nombre  | %      | %             |  |  |  |  |
| Inscrits    | Inscrits    | 144 030 | 144 030 | 100,00 | 100,00        | 303 383 | 303 383 | 100,00 | 100,00        | 449 398 | 449 398 | 100,00 | 100,00        |  |  |  |  |
| Abstentions | Abstentions | 32 610  | 32 610  | 22,64  | 22,64         | 86 112  | 86 112  | 28,38  | 28,38         | 130 865 | 130 865 | 29,12  | 29,12         |  |  |  |  |
| Votants     | Votants     | 111 420 | 111 420 | 77,36  | 77,36         | 217 271 | 217 271 | 71,62  | 71,62         | 318 533 | 318 533 | 70,88  | 70,88         |  |  |  |  |
| Nuls        | Nuls        | 1 171   | 1 171   | 1,05   | 1,05          | 2 129   | 2 129   | 0,98   | 0,98          | 1 928   | 1 928   | 0,61   | 0,61          |  |  |  |  |
| Exprimés    | Exprimés    | 110 249 | 110 249 | 98,95  | 98,95         | 215 142 | 215 142 | 99,02  | 99,02         | 316 605 | 316 605 | 99,39  | 99,39         |  |  |  |  |
|             |             |         |         |        |               |         |         |        |               |         |         |        |               |  |  |  |  |
| Partis      | Partis      | Voix    | %       | Sièges | +/−           | Voix    | %       | Sièges | +/−           | Voix    | %       | Sièges | +/−           |  |  |  |  |
|             | PP          | 65 496  | 59,41   | 5      | en stagnation | 114 482 | 53,21   | 7      | 1             | 123 043 | 38,86   | 6      | en stagnation |  |  |  |  |
|             | PSOE        | 35 439  | 32,14   | 2      | en stagnation | 72 219  | 33,57   | 4      | en stagnation | 113 908 | 35,98   | 6      | 1             |  |  |  |  |
|             | UPL         | NC      | NC      | NC     | NC            | NC      | NC      | NC     | NC            | 56 389  | 17,81   | 2      | 1             |  |  |  |  |
|             | IU          | 4 422   | 4,01    | 0      | en stagnation | 8 905   | 4,14    | 0      | en stagnation | 9 767   | 3,08    | 0      | en stagnation |  |  |  |  |
|             | TC-PNC      | 1 343   | 1,22    | 0      | en stagnation | 9 789   | 4,55    | 0      | 1             | 122     | 0,04    | 0      | en stagnation |  |  |  |  |
|             | Autres      | 1 417   | 1,29    |        |               | 3 056   | 1,42    |        |               | 8 314   | 2,62    |        |               |  |  |  |  |
|             | Blanc       | 2 132   | 1,93    | 6 691  | 3,11          | 5 064   | 1,60    |        |               |         |         |        |               |  |  |  |  |

|             |             |         |         |        |               |         |         |        |               |         |         |        |               |  |  |  |  |
| Sièges      | Sièges      | 7       | 7       | 7      | en stagnation | 11      | 11      | 11     | en stagnation | 6       | 6       | 6      | en stagnation |  |  |  |  |
|             |             |         |         |        |               |         |         |        |               |         |         |        |               |  |  |  |  |
|             |             | Nombre  | Nombre  | %      | %             | Nombre  | Nombre  | %      | %             | Nombre  | Nombre  | %      | %             |  |  |  |  |
| Inscrits    | Inscrits    | 152 964 | 152 964 | 100,00 | 100,00        | 311 270 | 311 270 | 100,00 | 100,00        | 124 457 | 124 457 | 100,00 | 100,00        |  |  |  |  |
| Abstentions | Abstentions | 38 233  | 38 233  | 24,99  | 24,99         | 91 007  | 91 007  | 29,24  | 29,24         | 29 568  | 29 568  | 23,76  | 23,76         |  |  |  |  |
| Votants     | Votants     | 114 731 | 114 731 | 75,01  | 75,01         | 220 263 | 220 263 | 70,76  | 70,76         | 94 889  | 94 889  | 76,24  | 76,24         |  |  |  |  |
| Nuls        | Nuls        | 1 192   | 1 192   | 1,04   | 1,04          | 1 705   | 1 705   | 0,77   | 0,77          | 1 070   | 1 070   | 1,13   | 1,13          |  |  |  |  |
| Exprimés    | Exprimés    | 113 539 | 113 539 | 98,96  | 98,96         | 218 558 | 218 558 | 99,23  | 99,23         | 93 819  | 93 819  | 98,87  | 98,87         |  |  |  |  |
|             |             |         |         |        |               |         |         |        |               |         |         |        |               |  |  |  |  |
| Partis      | Partis      | Voix    | %       | Sièges | +/−           | Voix    | %       | Sièges | +/−           | Voix    | %       | Sièges | +/−           |  |  |  |  |
|             | PP          | 55 214  | 48,63   | 4      | en stagnation | 113 026 | 51,71   | 7      | en stagnation | 47 636  | 50,77   | 4      | en stagnation |  |  |  |  |
|             | PSOE        | 47 188  | 41,56   | 3      | en stagnation | 80 401  | 36,79   | 4      | en stagnation | 34 157  | 36,41   | 2      | en stagnation |  |  |  |  |
|             | IU          | 3 672   | 3,23    | 0      | en stagnation | 4 462   | 2,04    | 0      | en stagnation | 3 601   | 3,84    | 0      | en stagnation |  |  |  |  |
|             | TC-PNC      | 2 439   | 2,15    | 0      | en stagnation | 298     | 0,14    | 0      | en stagnation | 1 001   | 1,07    | 0      | en stagnation |  |  |  |  |
|             | Autres      | 2 181   | 1,92    |        |               | 16 197  | 7,41    |        |               | 5 143   | 5,48    |        |               |  |  |  |  |
|             | Blanc       | 2 845   | 2,51    | 4 174  | 1,91          | 2 281   | 2,43    |        |               |         |         |        |               |  |  |  |  |

|             |             |        |        |        |               |         |         |        |               |         |         |        |               |  |  |  |  |
| Sièges      | Sièges      | 5      | 5      | 5      | en stagnation | 15      | 15      | 15     | en stagnation | 7       | 7       | 7      | 1             |  |  |  |  |
|             |             |        |        |        |               |         |         |        |               |         |         |        |               |  |  |  |  |
|             |             | Nombre | Nombre | %      | %             | Nombre  | Nombre  | %      | %             | Nombre  | Nombre  | %      | %             |  |  |  |  |
| Inscrits    | Inscrits    | 78 329 | 78 329 | 100,00 | 100,00        | 430 530 | 430 530 | 100,00 | 100,00        | 182 861 | 182 861 | 100,00 | 100,00        |  |  |  |  |
| Abstentions | Abstentions | 22 304 | 22 304 | 28,47  | 28,47         | 114 140 | 114 140 | 26,51  | 26,51         | 50 400  | 50 400  | 27,56  | 27,56         |  |  |  |  |
| Votants     | Votants     | 56 025 | 56 025 | 71,53  | 71,53         | 316 390 | 316 390 | 73,49  | 73,49         | 132 461 | 132 461 | 72,44  | 72,44         |  |  |  |  |
| Nuls        | Nuls        | 689    | 689    | 1,23   | 1,23          | 2 305   | 2 305   | 0,73   | 0,73          | 1 368   | 1 368   | 1,03   | 1,03          |  |  |  |  |
| Exprimés    | Exprimés    | 55 336 | 55 336 | 98,77  | 98,77         | 314 085 | 314 085 | 99,27  | 99,27         | 131 093 | 131 093 | 98,97  | 98,97         |  |  |  |  |
|             |             |        |        |        |               |         |         |        |               |         |         |        |               |  |  |  |  |
| Partis      | Partis      | Voix   | %      | Sièges | +/−           | Voix    | %       | Sièges | +/−           | Voix    | %       | Sièges | +/−           |  |  |  |  |
|             | PP          | 29 534 | 53,37  | 3      | en stagnation | 145 460 | 46,31   | 8      | en stagnation | 66 619  | 50,82   | 4      | 1             |  |  |  |  |
|             | PSOE        | 20 265 | 36,62  | 2      | en stagnation | 125 372 | 39,92   | 6      | 1             | 47 822  | 36,48   | 3      | en stagnation |  |  |  |  |
|             | UPL         | NC     | NC     | NC     | NC            | NC      | NC      | NC     | NC            | 3 942   | 3,01    | 0      | en stagnation |  |  |  |  |
|             | IU          | 1 155  | 2,09   | 0      | en stagnation | 14 777  | 4,70    | 0      | 1             | 3 324   | 2,54    | 0      | en stagnation |  |  |  |  |
|             | TC-PNC      | 306    | 0,55   | 0      | en stagnation | 3 087   | 0,98    | 0      | en stagnation | 210     | 0,16    | 0      | en stagnation |  |  |  |  |
|             | Autres      | 2 212  | 4,00   |        |               | 17 157  | 5,46    |        |               | 6 432   | 4,91    |        |               |  |  |  |  |
|             | Blanc       | 1 864  | 3,37   | 8 232  | 2,62          | 2 744   | 2,09    |        |               |         |         |        |               |  |  |  |  |

### Analyse
Dans la mesure où 68 000 électeurs nouveaux se rendent aux urnes, le taux de participation pour ces élections repasse au-dessus des 70 %.
À nouveau vainqueur, le Parti populaire de Castille-et-León engrange 23 000 voix nouvelles, mais l'amélioration de l'affluence le refait passer sous le seuil symbolique de la majorité absolue des voix. Il stagne alors en termes de représentation, quand bien même les Cortes perdent un siège à pourvoir. Il tombe sous les 50 % des suffrages dans les provinces de León, Palencia et Valladolid, réussissant toutefois un nouveau grand chelem en virant en tête dans les neuf circonscriptions.
Bien qu'il reste dans l'opposition, le Parti socialiste de Castille-et-León-PSOE, conduit par son nouveau secrétaire général, enregistre une forte progression puisqu'il gagne 93 000 nouveaux soutiens en quatre ans. C'est là son deuxième meilleur résultat, après celui de 1983. Pourtant, il ne franchit la ligne des 40 % que dans la province de Palencia, et s'approche des conservateurs dans celle de León avec moins de trois points de retard. Ainsi, l'écart entre les deux principaux partis de la communauté autonome se resserre encore, s'établissant à 184 000 voix.
En abandonnant 25 000 voix, la Gauche unie reflue sous le seuil des 5 % et se voit exclue de l'assemblée parlementaire. En effet, avec 4,7 % dans la province de Valladolid, elle ne peut sauver le seul siège qu'elle y détenait. En progression de seulement 2 000 suffrages, l'Union du peuple léonais doit abandonner un mandat, alors qu'elle cumule 18 % des voix dans la province de León. Elle présente également une liste dans celle de Zamora, qui atteint à peine les 3 %. Quant à Terre commune - Parti nationaliste castillan, elle perd tout juste 2 000 suffrages, mais son recul de 3 points dans la province de Burgos lui coûte son seul député.

### Conséquences
Le 2 juillet, Juan Vicente Herrera est investi président de la Junte pour un deuxième mandat.